# Hötjärnarna (Hotagens socken, Jämtland, 710742-142522)
Hötjärnarna är en sjö i Krokoms kommun i Jämtland och ingår i Indalsälvens huvudavrinningsområde. Sjön har en area på 0,0791 kvadratkilometer och ligger 613,1 meter över havet.

## Delavrinningsområde
Hötjärnarna ingår i det delavrinningsområde (710740-142529) som SMHI kallar för Utloppet av Hötjärnarna. Medelhöjden är 626 meter över havet och ytan är 1,12 kvadratkilometer. Det finns inga avrinningsområden uppströms utan avrinningsområdet är högsta punkten. Vattendraget som avvattnar avrinningsområdet har biflödesordning 3, vilket innebär att vattnet flödar genom totalt 3 vattendrag innan det når havet efter 307 kilometer. Avrinningsområdet består mestadels av skog (81 procent). Avrinningsområdet har 0,21 kvadratkilometer vattenytor vilket ger det en sjöprocent på 18,7 procent.